# Acarbose
Acarbose ist ein Zucker und wird aufgrund seiner Struktur als Pseudotetrasaccharid eingeordnet. Als Arzneistoff wird er als Zusatztherapie bei der Behandlung der Zuckerkrankheit (Diabetes mellitus) als ein sogenanntes orales Antidiabetikum in Verbindung mit Diät eingesetzt. Gewonnen wird der Stoff aus Bakterien der Gattung Actinoplanes oder aus Streptomyces glaucescens.
Es wurde als Mittel gegen Diabetes von Walter Puls bei Bayer entwickelt (Handelsname: Glucobay).

## Wirkung
Acarbose, ein α-Glucosidaseinhibitor, hemmt die α-Glucosidase, ein Enzym, welches im Darm die Hydrolyse von Oligo-, Tri- und Disacchariden zu Glucose und anderen Monosacchariden katalysiert. Dadurch wird ein Anstieg der Blutzuckerwerte nach den Mahlzeiten (postprandial) vermindert. Aufgrund dieser Wirkungsweise ist Acarbose zur Therapie des Diabetes mellitus Typ 2 geeignet.

## Pharmakokinetik
Acarbose besitzt eine systemische Bioverfügbarkeit von 0,5 bis 2 Prozent. Der größte Anteil verbleibt im Lumen des Gastrointestinaltrakt. Bis zu 35 Prozent können nach Abbau durch Darmbakterien in Form von Zuckereinheiten resorbiert werden. Über die Niere werden lediglich 2 Prozent ausgeschieden. 51 Prozent findet man im Fäzes wieder. Die Eliminationshalbwertzeit der Acarbose beträgt ca. 2 Stunden.

## Nebenwirkungen
Unter der Wirkung von Acarbose entgeht Stärke der Dünndarmverdauung. Im Dickdarm wird diese Stärke unter verstärkter Buttersäurebildung fermentiert. Dies führt zu den typischen Nebenwirkungen, welche die Anwendung deutlich einschränken, wie Blähungen, Darmgeräusche, Durchfall, Bauchschmerzen und gelegentlich Übelkeit.

## Sonstige Wirkungen
Neben der Anwendung als Arzneimittel wurde 1996 der Acarbose das Potential zugesprochen, als wirksame Prophylaxe gegen Karies eingesetzt zu werden. Eine klinische Relevanz hat sich daraus nicht ergeben.

## Gegenanzeigen
Bei schwerer Niereninsuffizienz oder schweren Leberfunktionsstörungen sollte Acarbose nicht verabreicht werden.

## Handelsnamen
Acarbose ist in Deutschland, Österreich und der Schweiz unter dem Namen Glucobay sowie unter dem generischen Namen im Handel erhältlich.